# 以赛亚

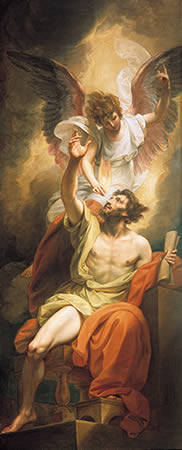
《以赛亚嘴唇染炭》，本杰明·韦斯特，1782年，藏于鲍勃·琼斯大学博物馆画廊

以赛亚（羅馬化：Yəšaʿyáhu，直译：「耶和华拯救」，羅馬化：Ēsaiās），又譯依撒意亞，是《圣经·以赛亚书》中的主要人物，传统上认为他是该书的作者。他是公元前8世纪的犹太先知。预言：“地必全然空虚，尽被掠夺”（《以賽亞書》第24章第3节参）。因此他警告以色列人归回上帝。
基督教认为以赛亚是先知，一些基督教教派如天主教封以赛亚是圣人。犹太教认为以赛亚是第一位大先知。
以赛亚出生于公元前8世纪，是亚摩斯的儿子（以赛亚书 1:1）。他的妻子是一名女先知（8:3）。以赛亚夫妇有2个儿子，所起名字作为预兆（8:18）：施亚雅述（7:3，10:22，“唯有剩下的归回”）和玛黑珥-沙拉勒-哈施-罢斯（意为“掳掠速临，抢夺快到”，8:1–4）。

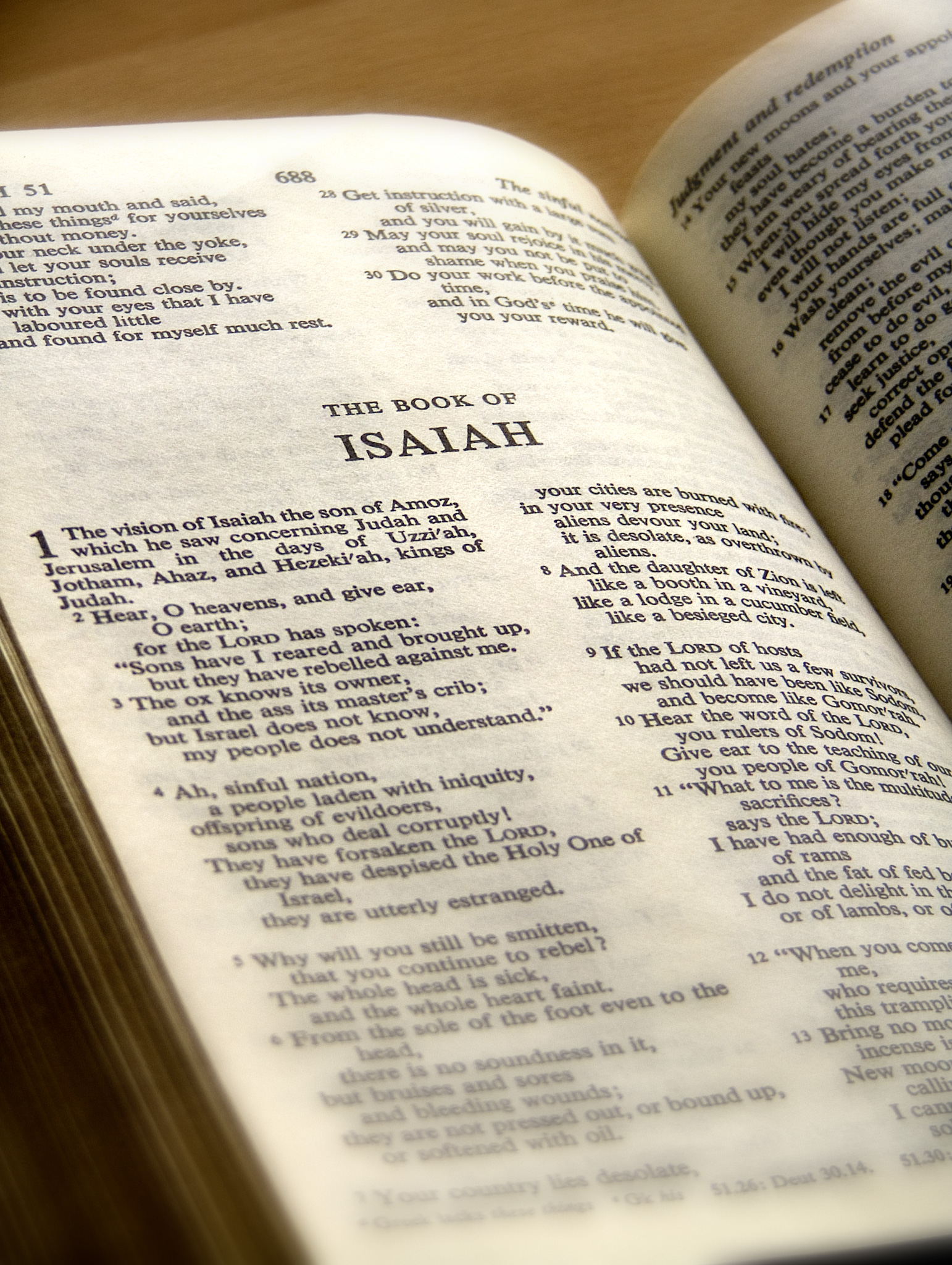
《圣经·以赛亚书》

以赛亚在犹大国王亚撒利雅（乌西雅）、约坦、亚哈斯和希西家（1:1）在位的时期作先知。以賽亞預言多處從耶路撒冷或殿中傳講，也被稱為「宮殿的先知」。亚撒利雅在公元前8世纪中叶统治了52年，以赛亚是在他去世前数年开始作先知，可能是在前740年。他活到希西家在位十四年（公元前698年去世），作先知至少有44年。

## 更多阅读
- Baltzer, Klaus. . Minneapolis: Fortress Press. 2001.
- Childs, Brevard S. . Louisville, Kentucky: Westminster John Knox Press. 2001. ISBN 978-0-664-22143-0.
- Church, Brooke Peters. . New York: Rinehart. 1953.
- Cohon, Beryl D. . New York: Scribner. 1939.
- Herbert, Arthur Sumner. . Cambridge: Cambridge University Press. 1975. ISBN 0-521-08624-8.
- Herbert, Arthur Sumner. . Cambridge: Cambridge University Press. 1975. ISBN 0-521-20721-5.
- Kraeling, Emil G. . Chicago: Rand McNally. 1969.
- Miscall, Peter D. . Sheffield, England: JSOT Press. 1993. ISBN 1-85075-435-7.
- Quinn-Miscall, Peter D. . Louisville: Westminster Press. 2001. ISBN 0-664-22369-9.
- Phillips, J. B. . New York: Macmillan. 1963.
- Sawyer, John F. A. . Cambridge: Cambridge University Press. 1996. ISBN 0-521-44007-6.
- Scott, R. B. Y. . Macmillan: London. 1968.
- Smith, J. M. Powis. . Chicago: University of Chicago. 1941.